# Mowgli
Mowgli er hovedpersonen i Rudyard Kiplings Junglebogen bøger. Han er venner med Bagheera og Baloo og hans fjende er den onde tiger Shere Khan.

## Rudyard Kipling
Ifølge Rudyard Kipling blev Mowgli fundet af Bagheera da han blev efterladt i junglen. Han blev opfostret af en ulveflok og lært livets vej af Bagheera, Baloo og Kaa. Men den onde Shere Khan ville æde Mowgli fordi han hadede mennesker.

## Disney
I Disneys version fra 1967 blev Mowgli fundet af Bagheera ligesom i Rudyard Kiplings version, forladt af sine forældre og opfostret af ulveflokken indtil den dag hvor Shere Khan svor han ville slå Mowgli ihjel og æde ham. Bagheera ville have ham med til menneskelandsbyen men Mowgli ville blive i junglen. Så mødte han Baloo og de to blev gode venner. Men Shere Khan var ikke den eneste fare da Kaa og aberne ledet af Kong Louie også ville have fat i Mowgli. Efter han slap væk fra sine fjender forstod han at han hørte til hos menneskerne. I landsbyen mødte han så en pige der hed Shanti som blev hans adoptivsøster. I Disneys version fra 2016 er historien lidt anderledes. Her dræber Shere Khan Mowglis far, i stedet for at Mowgli blev forladt.
1. ↑  Navnet er anført på engelsk og stammer fra Wikidata hvor navnet endnu ikke findes på dansk.